# Tipula (Savtshenkia) wulingshana
Tipula (Savtshenkia) wulingshana is een tweevleugelige uit de familie langpootmuggen (Tipulidae). De soort komt voor in het Palearctisch gebied.